# جمعية مرشدات ليسوتو
جمعية مرشدات ليسوتو هي المنظمة الإرشادية الوطنية في ليسوتو. تأسست في عام 1925، وأصبحت عضوا في الجمعية العالمية للمرشدات وفتيات الكشافة في عام 1978. الجمعية موجهه فقط للفتيات وتحوي 1783 عضوا (اعتبارا من 2008).